# Colònies de l'Estret
Les Colònies de l'Estret (en anglès i oficialment Straits Settlements; en malai: Negeri-negeri Selat, نݢري٢ سلت; en xinès: 叻嶼呷/海峽殖民地) van ser un grup de territoris britànics localitzats en el sud-est asiàtic, originalment establerts l'any 1826 com a part dels territoris controlats per la Companyia Britànica de les Índies Orientals, encara que a partir de l'1 d'abril de 1867 van quedar sota control directe britànic.
L'"estret" al que es refereix el seu nom és l'estret de Malaca. Consistien en quatre assentaments a Malaca, Penang, Dindings i Singapur, tots ells situats a la península de Malaca. El 1886 se li van agregar les illes Cocos (que del 1878 al 1886 havien estat dependència de la colònia britànica de Ceylon o Ceilan) i el 1888 s'hi va incorporar l'illa Christmas. L'1 de gener de 1807 se li va agregar l'illa de Labuan, situada al nord de l'illa de Borneo. Labuan, Singapur i Christmas foren ocupats pels japonesos el 1942 i recuperades el 1945. Les Colònies de l'Estret van ser dissoltes l'1 d'abril de 1946 a causa de la reorganització britànica de les seves dependències en el sud-est asiàtic després de la Segona Guerra Mundial. Llavor es va restablir la colònia de Singapur (que ja havia existit de 1824 a 1826) de la que van dependre tant les illes Cocos com l'illa Christmas; la resta (Penang, Dindings i Malaca) van passar a la Unió Malaia (formada junt amb els Estats Malais Federats i els Estats Malais no Federats). Avui dia Penang i dependències, Dindings (Manjung District), Malaca i Labuan, formen part de Malàisia, Singapur va obtenir la independència el 1965, i les illes Cocos (o Keeling) i l'Illa Christmas van ser transferides a control australià el 1955 i 1958, i ara formen conjuntament (des de 1996) el Territori Australià de l'Oceà Índic.

## Història i govern
Les Colònies de l'Estret es van formar només dos anys després del tractat anglo-holandès de 1824 entre el Regne Unit i els Països Baixos, pel qual l'arxipèlag Malai va ser dividit en una zona britànica al nord i una zona holandesa al sud. Això va derivar en el canvi del poblament britànic de Bencoolen (Bengkolen a Sumatra) per la colònia holandesa de Malaca i el reconeixement del control britànic de Singapur. Les Colònies eren en gran part de població xinesa, amb una minúscula però important minoria europea. La seva capital va ser traslladada de Penang a Singapur el 1832. La seva naturalesa dispersa es va demostrar una dificultat i van resultar especialment cares d'administrar quan la Companyia va perdre el seu monopoli del comerç amb la Xina el 1833.
Durant el seu control per la Companyia Britànica de les Índies Orientals, les Colònies van ser utilitzades com a colònies penals per a presoners indis civils i militars, guanyant el títol de "Botany Bay de l'Índia". Als anys 1852 i 1853 hi va haver revoltes menors de presos a Singapur i a Penang. Cansats del govern de la Companyia, el 1857 la població europea de les Colònies va enviar una petició al Parlament britànic demanant el govern britànic directe, però la idea fou sobrepassada pels esdeveniments: la rebel·lió índia de 1857.
Quan es va imposar la Gagging Act (Llei Gagging) per impedir l'extensió de la revolta de l'Índia, la premsa de les Colònies va reaccionar amb ràbia, classificant-la d'un element que subvertia «tots els principis de llibertat i de discussió lliure». Com que hi havia poc o cap premsa vernacla en les Colònies, la llei va semblar irrellevant: fou rarament aplicada i va acabar en menys d'un any.
Després de 10 anys d'administració britànica des de l'Índia, l'1 d'abril de 1867 les Colònies esdevenien una colònia de la Corona britànica, depenent directament de l'Oficina Colonial de Londres i no pas del govern de l'Índia Britànica basat a Calcuta. Una mica abans, el 4 de febrer de 1867, una carta patent havia concedit a les Colònies una constitució colonial. Aquesta concedia molt poder al governador de les Colònies, qui les administraria amb l'ajut d'un Consell Executiu, que es va compondre de membres nats, i un Consell Legislatiu, compost en part d'oficials i en part de membres nomenats, en el qual els primers van tenir una estreta majoria permanent. La feina d'administració, tant en la colònia com en els Estats Malais Federats i els Estats Malais no Federats, va ser portada a terme mitjançant un servei civil els membres del qual eren seleccionats en proves celebrades anualment a Londres.
Penang i Malaca van ser administrats directament, sota l'autoritat del governador, per consellers residents.

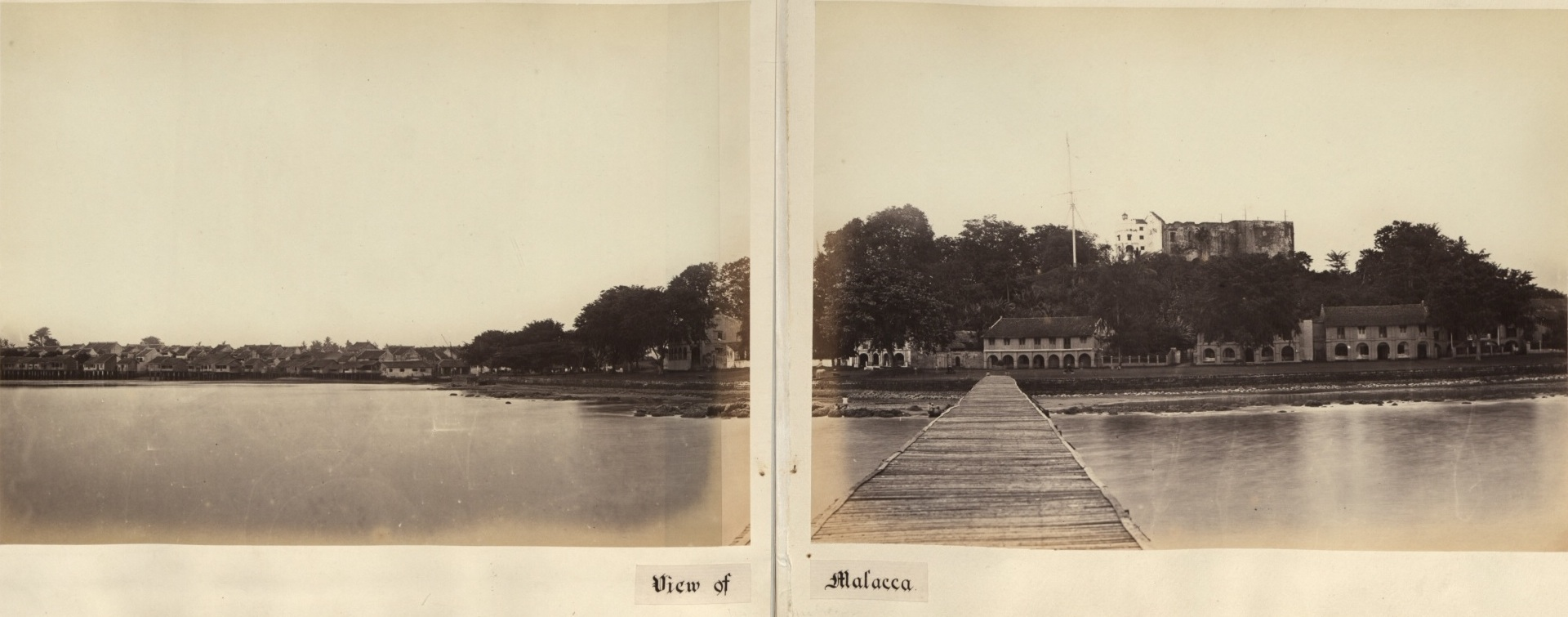
Vista de Malaca, 1860-1900.

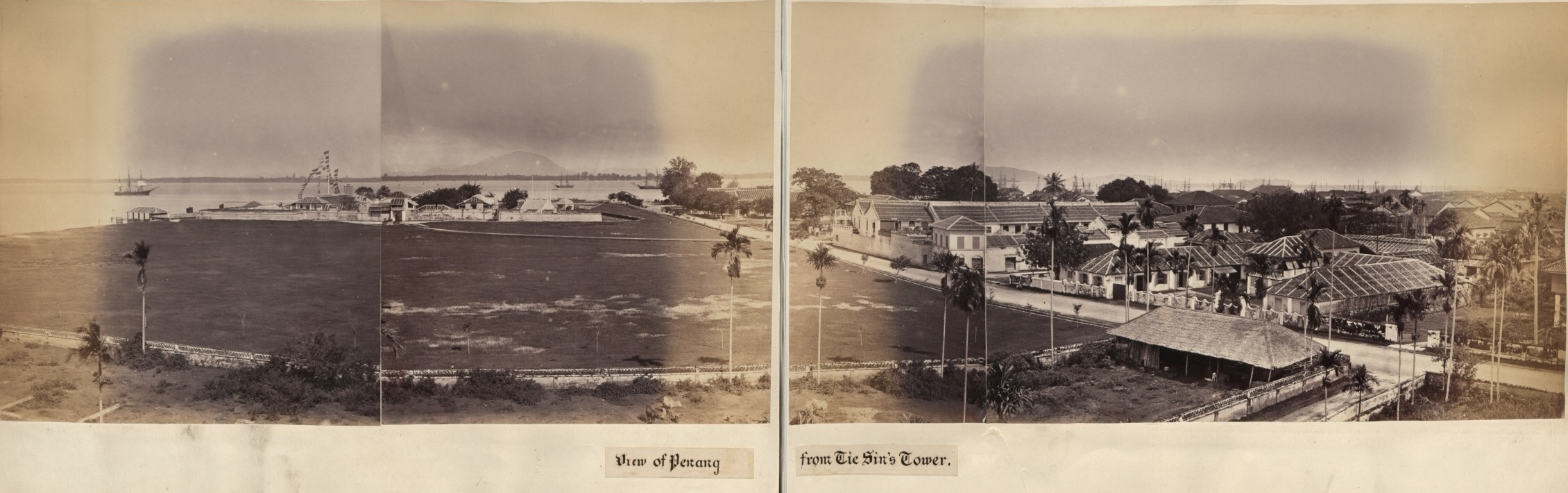
Vista de Penang des de la torre de Tie Sin, 1860-1900.

### Dindings i la Província de Wellesley
Els Dindings (ara coneguts com a Manjung), que incloïen l'illa de Pangkor així com les ciutats de Lumut i Sitiawan, foren cedits al sultanat de Perak pel govern britànic d'acord amb el tractat de Pangkor de 1874. El febrer de 1935 les esperances que el seu port natural excel·lent seria valuós havien quedat decebudes i les illes, dispersament habitades i en conjunt sense importància tant políticament com financerament, van ser retornades i administrades pel govern de Perak.
La Província de Wellesley, en la part continental oposada a l'illa de Penang, fou cedida a la Gran Bretanya el 1800 pel sultà de Kedah, on formaven la seva frontera del sud-est del sultanat; Perak estava situat al sud. La frontera amb Kedah fou rectificada pel tractat amb Siam (ara Tailàndia) el 1867. Va ser administrat per un agent de districte, amb alguns ajudants, responsables davant el resident de Penang. La província de Wellesley va consistir, majoritàriament, de la plana fèrtil, densament poblada per malai i ocupada en algunes parts per plantacions de sucre i en altres per indústries agrícoles similars i emprant treballadors xinesos i tàmils. Sobre un desè de l'àrea estava ocupada per turons baixos amb jungla espessa. Grans quantitats d'arròs van ser cultivades pels habitants malais i entre l'octubre i el febrer hi havia intensa activitat en els camps d'arrossars. Un ferrocarril des de Butterworth, oposat a Penang, corria cap a Perak i d'allí via Selangor i Negri Sembilan, fins a Malaca, amb una extensió per Muar (sota govern del sultà de Johore), i a través del sultanat de Johore fins a Johore Bharu, a l'altre costat de l'illa de Singapur.

### Àmplies funcions del governador
Les illes Cocos (Keeling) (que foren poblades i posseïdes per una família escocesa anomenada Clunies-Ross) i l'Illa Christmas, anteriorment subjecta a Ceilan, el 1886 i 1888 respectivament foren transferides a les Colònies de l'Estret com a part del territori o districte de Singapur (però administrades les primeres pels Clunies-Ross com a delegats del govern i la segona per comissionats de la British Phosphate. Des de 1 de gener de 1907 l'illa de Labuan fou incorporada a la colònia com a part del districte o territori de Singapur.
El governador de les Colònies de l'Estret era també Alt Comissionat per diversos protectorats: els Estats Malais Federats, el Borneo del Nord (que del 1890 al 1906 va incloure també l'illa de Labuan), el sultanat de Brunei i el regne de Sarawak. Residents britànics van controlar els estats natius de Perak, Selangor, Negri Sembilan i Pahang, però l'1 de juliol de 1896, quan es va establir la federació d'aquests estats, es va nomenar un resident-general, responsable davant el alt comissionat (que era el governador de les Colònies de l'Estret) i autoritat suprema de tots els protectorats britànics en la península (els indicats més Perlis, Kedah, Kelantan, Trengganu i Johore cadascun amb el seu resident responsable igualment davant el Alt Comissionat).

### Dissolució i invasió japonesa
Durant Segona Guerra Mundial, els japonesos van envair la península Malaia i les Colònies de l'Estret, entrant a Kelantan el 8 de desembre de 1941, i el 16 de desembre Penang (amb les seves dependències) esdevenia el primer Establiment a caure a mans japoneses. Malaca va caure el 15 de gener i Singapur va caure el 15 de febrer, després de la famosa batalla de Singapur. A primers de gener havien ocupat Labuan i el 31 de març l'illa Christmas. Les Colònies de l'Estret (excepte lesilles Cocos) juntament amb la resta de la península Malaia, van quedar sota ocupació japonesa fins l'agost de 1945.
Després de la guerra, la colònia va ser dissolta amb efecte d'1 d'abril de 1946. Singapur va esdevenir una colònia de la corona separada (i més tard una república independent), mentre Penang i Malaca foren unides a la Unió Malaia (un precedent de la moderna Malàisia). Labuan fou breument part de Singapur, abans de ser incorporada a la nova colònia del Borneo del Nord Britànic.
Les Cocos o Keeling Illes i l'illa Christmas van fer part al principi de la colònia de Singapur el 1946, però van ser transferides a administració australiana el 1955 i 1957/1958 respectivament.

## Població

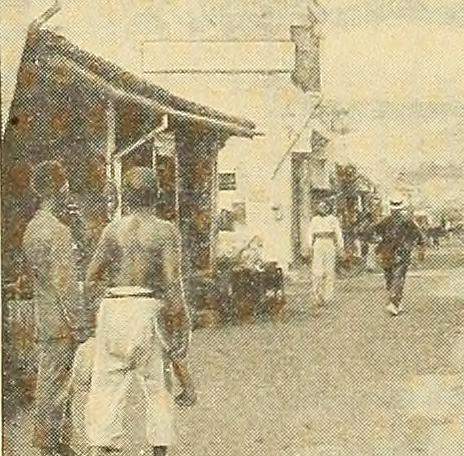
Carrer empresarial a Malaca, 1912.

Àrea i població, amb detalls de distribució de raça, de les Colònies de l'Estret en el cens de 1901:
|                                       | Km2     | Població el 1891 | Població el 1901 | Població el 1901 | Població el 1901 | Població el 1901 | Població el 1901 | Població el 1901 | Població el 1901 |
| Total                                 | Km2     | Població el 1891 | Europeus         | Eurasiàtics      | Xinesos          | Malais           | Indis            | Altres           |                  |
| ------------------------------------- | ------- | ---------------- | ---------------- | ---------------- | ---------------- | ---------------- | ---------------- | ---------------- | ---------------- |
| Singapur                              | 5.335   | 184.554          | 228.555          | 3.824            | 4.120            | 164.041          | 36.080           | 17.823           | 2.667            |
| Penang Província Wellesley i Dindings | 986,8   | 235.618          | 248.207          | 1.160            | 1.945            | 98.424           | 106.000          | 38.051           | 2.627            |
| Malaca                                | 1.706,8 | 92.170           | 95.487           | 74               | 1.598            | 19.468           | 72.978           | 1.276            | 93               |
| Total                                 | 3.227,1 | 512.342          | 572.249          | 5.058            | 7.663            | 281.933          | 215.058          | 57.150           | 5.387            |

La població, que era de 306.775 habitants el 1871 i 423.384 habitants el 1881, va assolir el 1901 un total de 572.249 habitants. Com en anys anteriors, l'augment era només a causa de l'immigració, especialment de xinesos encara que també un nombre considerable de Tamils i altres nadius d'India es van establir a la colònia. El nombre total de naixements que va registrar la colònia el 1900 fou de 14.814, i la proporció per 1000 de la població durant 1896, 1897 i 1898 respectivament era 22–18, 20–82 i 21–57; mentre el nombre registrat de morts pels anys 1896–1900 va donar una proporció per 1000 de 42–21, 36–90, 30–43, 31–66 i 36-25 respectivament, el nombre de morts que es van registrar durant 1900 va ser de 23.385. La causa de l'excés de les morts sobre naixements pot ser atribuït al fet que la població xinesa i índia, que era de 339.083, o sigui per damunt del 59% de la totalitat, es componia de 261.412 homes i només 77.671 femelles, i un nombre comparativament petit d'aquestes eren mares i dones casades de famílies. Els europeus mascles també sobrepassaven les femelles per aproximadament dos a un; i entre els malais i eurasiàtics, que tenien una proporció equilibrada d'ambdós sexes, la mortalitat d'infants era excessiva, a causa de matrimonis molt joves i altres causes estudiades i conegudes.
El nombre dels immigrants que arribaren a les diverses colònies durant 1906 fou:
Singapur 176.587 xinesos; Penang 56.333 xinesos i 52.041 nadius de l'Índia; i Malaca 598 xinesos. El nombre total d'immigrants per 1906 fou de 285.560, mentre en contra 39.136 emigrants, majoritàriament xinesos, van retornar a la Xina. El 1867, la data de la transferència de la colònia des de l'Índia Britànica a la Corona, la població total va ser calculada en 283.384 habitants.
El 1939, la població total va assolir els 1.370.300 habitants.

## Finances
Els ingressos de la colònia el 1868 només van pujar a 1.301.843 $. Pel 1906 foren 9.512.132 $, exclosos els 106.180 $ rebuts a compte de vendes de terra. D'aquesta suma 6.650.558 $ van derivar de taxes d'importació sobre opi, vins i alcohols, i llicències per tractar en aquests articles, 377.972 $ per taxes sobre la terra, 592.962 $ per ingressos postals i telegràfics, i 276.019 $ per taxes de ports i embarcadors.
La despesa, que el 1868 va pujar a 1.197.177 $, havia augmentat el 1906 fins a 8.747.819 $. El cost total de l'administració de les Colònies pujava a 4.450.791 $, dels quals 2.586.195 $ eren emoluments personals i 1.864.596 $ altres càrrecs. La despesa militar (la colònia pagava en aquest concepte el 20% dels seus ingressos bruts al govern britànic a manera de contribució militar) pujava el 1906 a 1.762.438 $; 578.025 $ foren gastats manutenció i en el manteniment d'obres públiques, i 1.209.291 $ en noves carreteres, carrers, ponts i edificis.
El dòlar de la Companyia de l'Índia (XEID), la seva moneda des de 1826, va ser reemplaçat el 1858 pel seu propi dòlar de les Colònies de l'Estret (STSD).

Evolució de Malàisia.

## Governadors
- 1826 - 1830 Robert Fullerton
- 1830 - 1833 Robert Ibbetson
- 1833 - 1836 Kenneth Murchison
- 1836 - 1843 Samuel George Bonham
- 1843 - 1855 William John Butterworth
- 1855 - 1859 Edmund Augustus Blundell
- 1859 - 1867 Orfeur Cavenagh
- 1867 - 1873 Harry St. George Ord
- 1873 - 1875 Andrew Clarke
- 1875 - 1877 Sir William Francis Jervois
- 1877 Edward Archibald Harbord Anson (interí)
- 1877 - 1879 William Cleaver Francis Robinson
- 1879 - 1880 Edward Archibald Harbord Anson (segona vegada, interí)
- 1880 - 1887 Sir Frederic Aloysius Weld
- 1887 - 1893 Cecil Clementi Smith
- 1893 - 1894 William Edward Maxwell (interí)
- 1894 - 1899 Sir Charles Bullen Hugh Mitchell
- 1899 - 1901 James Alexander Swettenham (interí)
- 1901 - 1903 Sir Frank Athelstone Swettenham
- 1904 - 1911 Sir John Anderson
- 1911 - 1919 Sir Arthur Henderson Young
- 1920 - 1927 Sir Laurence Nunns Guillemard
- 1927 - 1929 Sir Hugh Charles Clifford
- 1930 - 1934 Sir Cecil Clementi
- 1934 - 1942 Sir Shenton Whitelegge Thomas (presoner japonès 15 de febrer de 1942 - 15 d'agost de 1945)

### Governadors japonesos
- 1942 - 1943 Tomoyuki Yamashita
- 1943 - 1944 Hisaichi Terauchi
- 1944 - 1945 Doihara Kenji
- 1945 - 1945 Seishiro Itagaki

### Governador restablert
- 1945 - 1946 Sir Shenton Whitelegge Thomas (segona vegada)